# Żeleskie
Żeleskie (powszechnie jako Kluki Żeleskie, ponadto także jako Stare Kluki i Żeleskie chaty; niem. Selesener Klucken) nieistniejąca wieś słowińska w Polsce położona w województwie pomorskim, w powiecie słupskim, w gminie Smołdzino, na Wybrzeżu Słowińskim i nad jeziorem Łebskim (obszar Słowińskiego Parku Narodowego).
Odnotowana w 1779–1785 jako Selensche Kluken. Powstała w wyniku rozbudowania na południe wsi Kluki na ziemiach należących do majątku Żelazo (stąd druga część nazwy wsi). Należała do parafii luterańskiej Smołdzino. Przez Słowińców wieś była nazywana Zapotok lub Żelazisko. Nazwę Kluki Żeleskie stosowano, ponieważ traktowana była jako część wsi Kluki z jednym sołtysem.. Po wojnie ustalono oficjalną polską nazwę w formie Żeleskie, stosowana była także (w tym na oficjalnych mapach topograficznych) nazwa Stare Kluki.
W wyniku ucieczek i wysiedleń w okresie 1945–1955 wieś wyludniła się, a zabudowania zburzono.